# كيا (ببغاء)

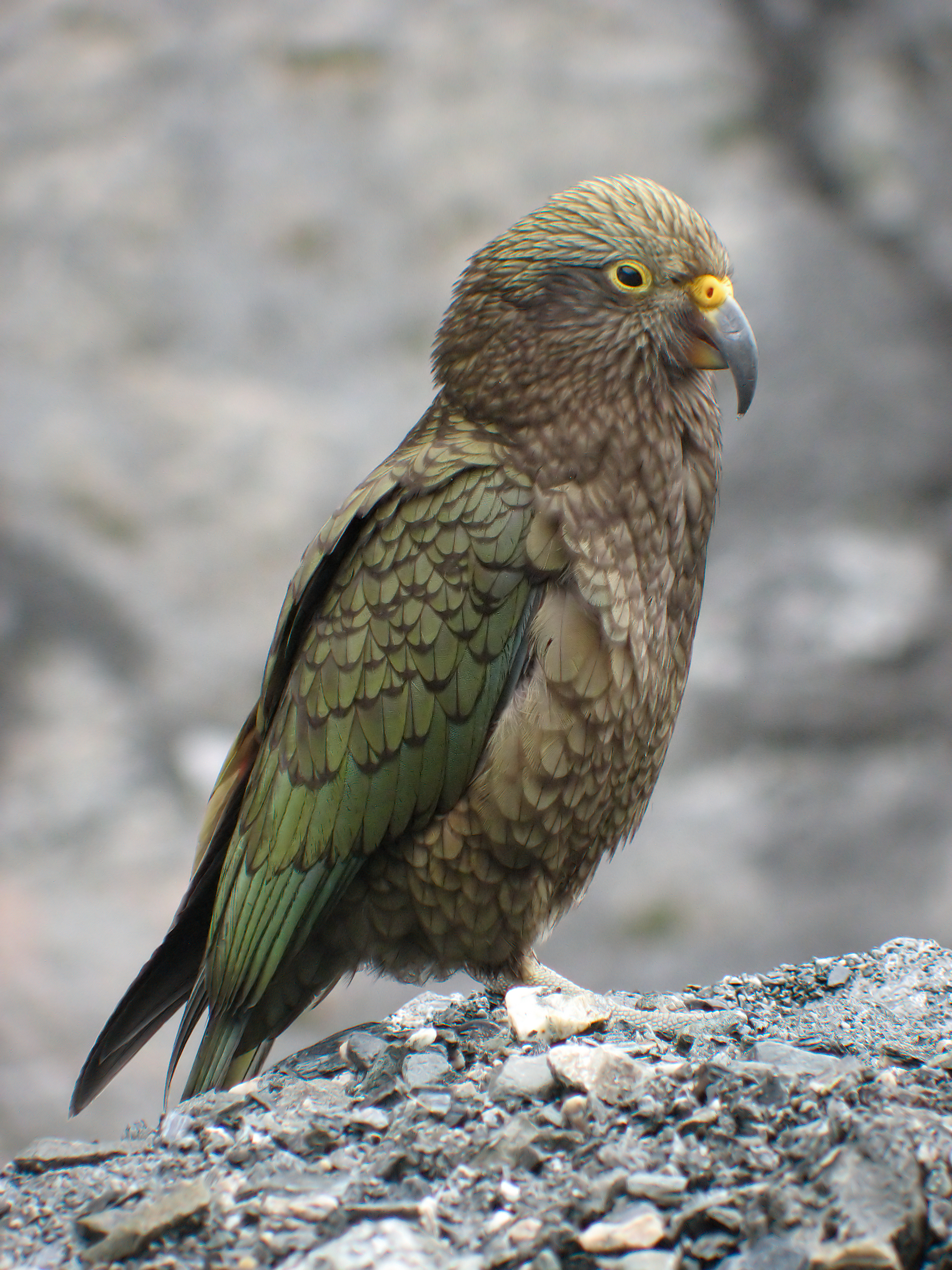
الكاي.

ببغاء الكيا أو الكاي (الاسم العلمي: Nestor notabilis) نوع من الببغاوات يعيش في نيوزيلندا ويسمَّى أيضًا سيد الجبل. لونه أخضر باهت، بينما يكون لون الجزء الواقع تحت جناحيه أحمر. يقضي ببغاء الكيا فصل الصيف في الجبال، وفصل الشتاء في الأراضي المنخفضة. ويتغذى بالحشرات والفواكه وجثث الأغنام والغزلان. وقد عُرِفَ بمهاجمة الحملان والأغنام المريضة، ليأكل طبقة الشحم السميكة حول الكليتين. وفي المناطق المأهولة يأكل ببغاء الكيا أي شيء يقع عليه، وتصبح طيور الببغاء جريئة وأليفة في بحثها عن الطعام. وكثيرًا ماتمشي على الأرض.